# Atletica leggera ai Giochi della XXVII Olimpiade - 1500 metri piani maschili

Video della Finale (telecronaca in inglese)

Video della Finale (telecronaca in francese)

I 1500 metri piani hanno fatto parte del programma di atletica leggera maschile ai Giochi della XXVII Olimpiade. La competizione si è svolta nei giorni 25-29 settembre 2000 allo Stadio Olimpico di Sydney.

## Presenze ed assenze dei campioni in carica
| Competizione         | Atleta             | Prestazione | Sydney 2000 |
| -------------------- | ------------------ | ----------- | ----------- |
| Olimpiadi 1996       | Noureddine Morceli | 3'35"78     | Presente    |
| Commonwealth 1998    | Laban Rotich       | 3'39”49     | Non qual.   |
| Goodwill Games 1998  | Noureddine Morceli | 3'53”39     | Presente    |
| Europei 1998         | Reyes Estévez      | 3'41”31     | Non selez.  |
| Coppa del mondo 1998 | Laban Rotich       | 3'40”87     | Assente     |
| Asiatici 1998        | Mohamed Suleiman   | 3'40”03     | Solo 5000   |
| Africani 1999        | Hailu Mekonnen     | 3'39”73     | Presente    |
| Mondiali 1999        | Hicham El Guerrouj | 3'27"65     | Presente    |
|                      |                    |             |             |
| Mondiali junior 1996 | Shadrack Langat    | 3'38”96     | Non qual.   |

## La gara
In semifinale il campione uscente Noureddine Morceli, che non ha mai gareggiato durante la stagione, arriva ultimo dopo uno scontro con un avversario sul rettilineo d'arrivo.
Il favorito d'obbligo per la finale è il campione e primatista mondiale Hicham El Guerrouj.
La gara ha un avvio lento; il marocchino prende la testa dopo due giri per far salire il ritmo. All'inizio dell'ultimo giro El Guerrouj è in testa; i kenioti N'geny e Lagat gli sono alle costole. Gli sono dietro anche sul rettilineo finale; quando mancano 30 metri N'geny supera il marocchino ed ottiene una clamorosa ed insperata vittoria.
Il quarto posto di Mehdi Baala è il miglior risultato della Francia nell'atletica ai Giochi di Sydney.

## Risultati

### Turni eliminatori
| 3 Batterie   | 25 settembre | 41 partenti    | Si qualificano i primi 6 + i 6 migliori tempi. |
| 2 Semifinali | 27 settembre | 12 + 12        | Si qualificano i primi 5 + i 2 migliori tempi. |
| Finale       | 29 settembre | 12 concorrenti |                                                |

### Finale
| Primatista mondiale   | 3'26"00 | Hicham El Guerrouj | Presente |
| Primatista stagionale | 3'27"21 | Hicham El Guerrouj | Presente |

1. ↑  Record stabilito nel 1998.

Stadio Olimpico, venerdì 29 settembre, ore 20:00.
| Pos | Paese   | Atleta              | Tempo   |
| --- | ------- | ------------------- | ------- |
|     | Kenya   | Noah Ngeny          | 3'32"07 |
|     | Marocco | Hicham El Guerrouj  | 3'32"32 |
|     | Kenya   | Bernard Lagat       | 3'32"44 |
| 4   | Francia | Mehdi Baala         | 3'34"14 |
| 5   | Canada  | Kevin Sullivan      | 3'35"50 |
| 6   | Etiopia | Daniel Zegeye       | 3'36"78 |
| 7   | Spagna  | Andres Diaz         | 3'37"27 |
| 8   | Spagna  | Juan Carlos Higuero | 3'38"91 |